# إليزابيث براكيت
إليزابيث براكيت (بالإنجليزية: Elizabeth Brackett)‏ هي صحفية أمريكية، ولدت في 11 ديسمبر 1941، وتوفيت في 17 يونيو 2018 بسبب حادث مرور.